# 芋形筆螺
芋形筆螺（学名：Pterygia conus）为筆螺科芋筆螺屬下的一个种。

## 外部連結
- 維基物種上的相關：芋形筆螺